# Switching-mode power supply

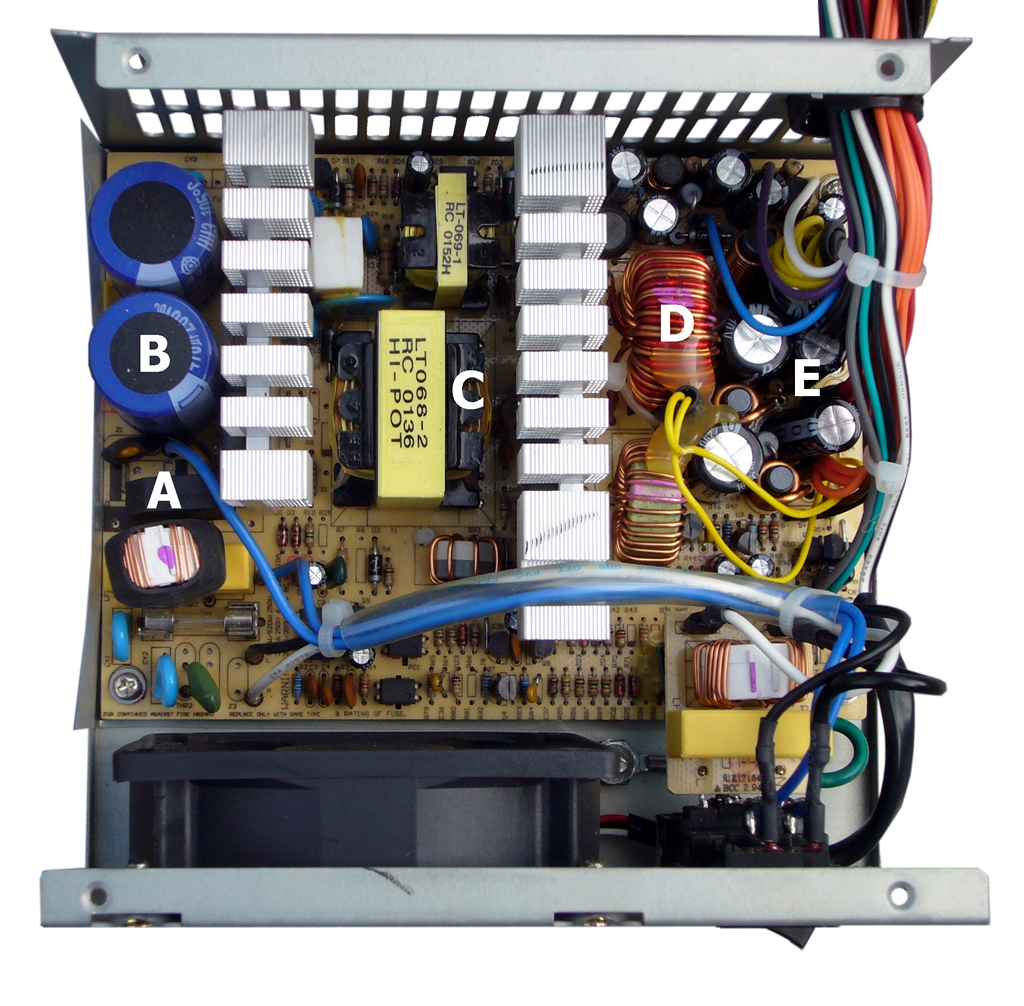
Bild av insidan av en ATX SMPS:
nedanför
A: ingångs EMI filtrering; A: brygglikriktare;
B: ingångsfilter kapacitans;
Mellan B and C: primärsidans kylfläns;
C: transformator;
Mellan C och D: sekundärsidans kylfläns;
D: utgångsfiltrets spole;
E: utgångsfiltrets kondensatorer.
Spolen och den stora gula kondensatorn nedanför E är ytterligare komponenter för ingångsfiltret som är monterade direkt på nätspänningsanslutningen och är inte en del av det huvudsakliga kretskortet.

Switching-mode power supply, switched-mode power supply (SMPS) (pulserande strömförsörjning) är en omvandlare av elektrisk energi som arbetar genom att en snabb elektroniskt styrd strömbrytare "hackar upp" likspänning i korta pulser med hög frekvens (vanligen mellan 20 kHz och 1 MHz). Dessa pulser likriktas och filtreras så att önskad likspänning erhålls. 
Genom att styra förhållandet mellan till- och frånslagstid kan utspänningen regleras. Denna arbetsprincip ger en hög verkningsgrad, 80 % eller mer, och medger att stabil utspänning kan erhållas trots stora variationer i inspänning. Ofta ingår en transformator, som medger omvandling till en eller flera utspänningar som kan avvika stort från inspänningen. Transformatorn medger också galvanisk isolation mellan ingångar och utgångar, vilket är obligatoriskt om ingången är ansluten till elnätet. Genom den höga arbetsfrekvensen blir denna transformator mycket liten och lätt jämfört med konventionella transformatorer för elnätets växelspänning, där frekvensen är 50 Hz.
En nackdel kan vara att den högfrekventa växelspänningen ger upphov till störningar som kan påverka radio och annan känslig utrustning. Detta gör att stora krav ställs på ingående filterkomponenter och elektrisk skärmning.
När den ingående elektriciteten är växelspänning ingår alltid först en likriktare som omvandlar till likspänning. I de fall då enheten är gjord för inkommande likspänning används ofta beteckningen "DC/DC-omvandlare". En konsekvens av detta är att många primärswitchade AC/DC omvandlare kan drivas med likspänning som motsvarar växelspänningens toppvärde.
En så kallad laddningspump (eng, charge pump) är en speciell typ av pulserande omvandlare där en kondensator omväxlande först kopplas in till ingångsspänningen i omvandlaren, och därvid laddas upp, och sedan kopplas om till utgången och där avger sin elektriska energi i form av en konstant spänning ovanpå inspänningen.
Ibland skiljer man på "primärswitchande" och "sekundärswitchande" omvandlare, där de senare använder en traditionell nättransformator som först omvandlar till en lägre växelspänning. Denna teknik användes innan komponenter blev tillgängliga som kan arbeta med de högre spänningar man får direkt på elnätet, och är nu föråldrad.

## Väsentliga delar i en Switching Mode Power Supply
- Elektroniska strömbrytare: Numera dominerande IGBT eller MOSFET halvledare, men även bipolära transistorer, eller tyristorer.
- Likriktare: Kiseldioder av "fast recovery"-typ, Schottky-barriär-dioder som endast leder elektricitet i en riktning.
- Styrning och reglering: Skräddarsydda integrerade kretsar.
- Filter- och energilagringskomponenter: Induktanser (spolar) som lagrar energi magnetiskt och motverkar strömändringar ; Kapacitanser (kondensatorer) lagrar energi elektrostatiskt och motverkar spänningsändringar ; Transformatorer som överför spänningar som ändrar sig över tiden.
- Ferromagnetiska material av ferrit-typ, som medger spolar och transformatorer som har låga förluster vid hög frekvens.

## Primärswitchad
Primärswitchad är en switchande omvandlare där switchningen sker på den primära sidan (där elenergin tillförs), vilket ger den mest effektiva omvandlingen.

## Exempel
SMPS-tekniken har i åtskilliga sammanhang helt ersatt elektrisk omvandling med traditionella transformatorer, likriktare och linjärt arbetande regulatorer. Nästan alla moderna laddare till mobiltelefoner, datorer samt nätaggregat till olika typer av hemelektronik använder SMPS-tekniken. Äldre nätaggregat/laddare med vanlig transformator, ofta kombinerad med en likriktare, känns ofta igen på sin högre vikt.
En SMPS-teknik som funnits i de flesta hem sedan 1960-talet är högspänningsaggregatet som använder spänningar omkring 25 000 V i bildrörs-TV.
"Elektroniska transformatorer" för halogenlampor är ett exempel där SMPS-teknik ibland används när utspänningen aldrig likriktas, utan lampan drivs direkt på den högfrekventa växelspänningen. Dock på grund av EMC-problem med den lösningen, så är den idag vanligaste lösningen att man matar lamporna med DC för att minska de störningar, som genereras av att ha högfrekvensmatning direkt till oskärmade kablar. AC/DC-omvandlaren är dock nästan uteslutande switchad och av typen primärswitchad Buck-omvandlare.
En snarlik teknik som används i vanliga ljusdimmer arbetar med pulsteknik direkt på den inkommande växelspänningen (50 Hz), där en brytare slås av i slutet av varje halvperiod, och sedan slås till med en fördröjning som ställs in med reglaget. Den tekniken kallas för fasvinkelstyrning och är en variant av PWM-baserad effektreglering.